# WhiteWorm Cathedral
WhiteWorm Cathedral är det amerikanska death metal-bandet Necrophagias sjunde studioalbum. Albumet gavs ut 2014 av skivbolaget Season of Mist.

## Låtförteckning
1. "Reborn Through Black Mass" – 3:55
2. "Вий" – 3:40
3. "Angel Blake" – 4:00
4. "Warlock Messiah" – 3:19
5. "Fear the Priest" – 4:34
6. "Elder Things" – 3:30
7. "Coffins" – 4:06
8. "Hexen Nacht" – 4:06
9. "Rat Witch" – 5:34
10. "March of the Deathcorps(e)" – 4:12
11. "Silentium vel Mortis" – 2:30
12. "The Dead Among Us" – 4:28
13. "WhiteWorm Cathedral" – 4:42

## Medverkande
Musiker (Necrophagia-medlemmar)
- Killjoy (Frank Pucci) – sång
- Abigail Lee Nero – gitarr
- Damien Matthews – basgitarr
- Shawn Slusarek – trummor
- Mirai Kawashima – keyboard
- Scrimm – gitarr

Bidragande musiker
- Jim Dofka – sologitarr (spår 1)
- Hayley Leggs – sång (spår 9)

Produktion
- Killjoy – producent
- Chris Ruane – ljudtekniker (gitarr, basgitarr)
- Andrew "Ford" Fairlane – ljudtekniker (trummor)
- Jaime Gomez Arellano – ljudmix, mastering
- Joel Robinson – omslagsdesign, omslagskonst